# Hak Mats Olsson
Hak Mats Olsson, född 1791, död 1887, dalmålare bosatt i Hammarsbyn, Lima socken i nordvästra Dalarna. Hak Mats Olsson var välkänd för dalamålningar på hängskåp, klaffskåp med mera, vanligen tillverkade av hans bror Erik (Hak Erik Olsson, 1787-1862). Bröderna har även gjort flera interiörmålngar både i Sverige och Norge. I Norge är Lima-måleriet känt under benämningen Hakmas-målning (efter Hak Mats).